# John Entwistle
John Alec Entwistle (Chiswick, Londres, Inglaterra, 9 de octubre de 1944-Las Vegas, Nevada, Estados Unidos, 27 de junio de 2002) fue un músico, compositor y productor británico, más conocido por su trabajo como bajista del grupo británico de Rock The Who. Fue el único miembro del grupo en tener una formación musical formal, y su sonido característico influyó a otros bajistas de Rock. Entró en el Salón de la Fama del Rock and Roll como miembro de The Who en 1990.
Entwistle logró hacer que el bajo pasara de ser mero acompañante rítmico a ser un elemento con vida propia, capaz de aportar un sonido diferencial en una canción, su técnica ha influido a una cantidad de bajistas como Geddy Lee de Rush, Steve Harris de Iron Maiden, Michael Anthony de Van Halen y Adam Clayton de U2.
En 2011, Entwistle fue seleccionado como el mejor bajista de todos los tiempos en una encuesta elaborada por lectores de la revista Rolling Stone. En el mismo sentido, The Biography Channel denominó a Entwistle el mejor bajista y comentó que hizo por el bajo lo mismo que Jimi Hendrix por la guitarra. John tenía un ritmo de acompañamiento muy similar al de Steve Harris de Iron Maiden y al de John Paul Jones de Led Zeppelin[cita requerida].

## Biografía

### Infancia y raíces musicales
John Alec Entwistle nació el 9 de octubre de 1944 en Chiswick, un suburbio de Londres, hijo de Herbert y Queenie Maud. El matrimonio de sus padres se deterioró poco después de su nacimiento, y creció con sus abuelos en South Acton. El divorcio era poco común en la sociedad inglesa de la década de 1940, lo cual contribuyó a que Entwistle fuera reservado y sociabilizase poco.
Su carrera musical comenzó con siete años, cuando comenzó a tomar lecciones de piano. Dado que no disfrutó de la experiencia, y después de entrar en la Acton County Grammar School con once años, cambió a la trompeta y poco después al corno francés cuando se unió al Middlesex School's Symphony Orchestra. En su segundo año de escuela conoció a Pete Townshend, y juntos formaron The Confederates, una banda de jazz tradicional. El grupo solo tocó una vez, antes de decidir que el Rock and Roll era más atractivo. Entwistle, en particular, tenía dificultad en escuchar su trompeta dentro del grupo, por lo que decidió pasar a tocar la guitarra. Sin embargo, acabó por coger el bajo como instrumento principal. Fabricó su propio instrumento en casa, y al poco tiempo atrajo la atención de Roger Daltrey, que había estado en Acton County pero había abandonado la escuela para trabajar. Daltrey era consciente de la reputación de Entwistle y le pidió que se uniera como bajista a su banda, The Detours.

### Con The Who
Después de unirse a The Detours, Entwistle desempeñó un papel importante en introducir a Pete Townshend en el grupo. Finalmente, Daltrey despidió a todos los miembros de su banda, a excepción de Entwistle, Townshend y el batería, Doug Sandom, aunque en el caso de Sandom fue solo porque aún no había encontrado un batería con suficiente talento para reemplazarlo. Tras la entrada de Keith Moon en el grupo, Daltrey cedió el papel de guitarrista a Townshend y se convirtió en el líder y vocalista. El grupo sufrió varios cambios en su nombre, y temporalmente tocó como The High Numbers, antes de llamarse The Who.
Entwistle tuvo dos apodos durante su carrera como músico. Fue apodado «The Ox» debido a su fuerte constitución física y a la aparente capacidad de «comer, beber o hacer algo más que el resto». También fue apodado «Thunderfingers». Bill Wyman, bajista de The Rolling Stones, lo describió como «el hombre más tranquilo en privado, pero también el hombre más ruidoso en el escenario».
El sentido del humor irónico y a veces negro de Entwistle contrastó con el trabajo más introspectivo de Townshend dentro de The Who. A pesar de que contribuyó con composiciones propias a todos los discos del grupo, con la excepción de Quadrophenia, se vio frustrado por tener que renunciar a cantar las canciones en favor de Daltrey. Según Entwistle: «Tenía un par de canciones por disco, pero mi problema era que quería cantar las canciones y no dejárselas a Roger». Su actitud motivó en parte que Entwistle fuera el primer miembro de The Who en emprender una carrera en solitario paralela a la del grupo, con el lanzamiento de Smash Your Head Against the Wall en 1971, poco después de la publicación de Who's Next.
Fue también el único miembro del grupo con una formación musical formal. Además de tocar el bajo, contribuyó tocando instrumentos como la trompa, la trompeta y el arpa de boca, entre otros. También dobló varias pistas de instrumentos de viento para crear la sección de metales en canciones como «5.15», y arregló secciones de vientos para tocar en directo con el grupo.
Sus influencias incluyen a Duane Eddy y Gene Vincent, y a bajistas de soul y R&B como James Jamerson (otro bajista pionero), al igual que sus lecciones de corno francés, piano y trompeta. Entwistle suele aparecer en los primeros puestos de las listas de "Mejores bajistas" de diversas revistas especializadas; en el año 2000, los lectores de la revista Guitar lo declararon "Bassist of the Millennium" ("Bajista del Milenio").

### Carrera en solitario
En 1971, Entwistle fue el primer miembro de The Who en publicar un disco en solitario, Smash Your Head Against the Wall, de forma paralela a su trabajo con el grupo. A pesar de obtener una mínima repercusión comercial a lo largo de su carrera, Entwistle publicó varios discos de estudio en sucesivos años: Whistle Rymes (1972), Rigor Mortis Sets In (1973), Mad Dog (1975), Too Late the Hero (1981) y The Rock (1996). En 1974, recopiló Odds & Sods, una colección de material inédito de The Who, y con el grupo en descanso, salió de gira con su propia banda, Ox, como medio de promoción de Mad Dog.
En 1990, Entwistle salió de gira con The Best, un supergrupo de corta vida que incluyó a Keith Emerson, Joe Walsh, Jeff Baxter y Simon Phillips. También apareció en la tercera edición de Ringo Starr & His All-Starr Band en 1995, con Billy Preston, Randy Bachman y Mark Farner, y contribuyó al grupo con las canciones «Boris the Spider» y «My Wife».
Al final de su carrera, formó The John Entwistle Project con su amigo y batería Steve Luongo y el guitarrista Mark Hitt, ambos antiguos miembros de Rat Race Choir. El proyecto evolucionó en The John Entwistle Band, con Godfrey Townsend como vocalista reemplazando a Mark Hitt en la guitarra. En 1996, el grupo ofreció la gira Left for Dead con Alan St. Jon en los teclados. Después de salir con The Who en la gira de Quadrophenia entre 1996 y 1997, Entwistle volvió a salir de gira con su propia banda en la que denominó Left for Dead - the Sequel a finales de 1998, con Gordon Cotten en los teclados. El álbum Left for Dead recogió los mejores momentos de ambas giras. Entre 1999 y 2002, tocó con The Who y participó en un proyecto paralelo llamado The Pionners, con Mickey Wynne como guitarrista principal, Ron Magness en la guitarra rítmica, Roy Michaels y Andre Beeka como vocalistas y John Delgado como batería. El álbum, de canciones de country rock, fue publicado por Voiceprint Records.
En 2001 tocó en A Walk Down Abbey Road, un tributo de The Beatles organizado por Alan Parsons y que contó con la participación de Ann Wilson de Heart, Todd Rundgren, y David Pack de Ambrosia, además de Godfrey Townsend, Steve Luongo y John Beck. El mismo año tocó con The Who en The Concert for New York City, y emprendió una corta gira de ocho conciertos con The John Entwistle Band, con Chris Clark tocando los teclados. Entre enero y febrero de 2002, tocó sus últimos conciertos con The Who en varias fechas en Inglaterra, siendo su última aparición en el Royal Albert Hall de Londres el 8 de febrero.
Una de las razones de su intensa actividad solista y como miembro de The Who fue que Entwistle era excesivamente liberal con el dinero y necesitaba ingresos para cubrir sus dispendios. Según una declaración suya, poseía una colección de automóviles y no sabía conducir. De acuerdo a Pete Townshend, para la gira «Quadrophenia» en 1996, John cobró una cantidad de más de un millón de libras esterlinas, y antes de un año había gastado casi todo el dinero. De hecho, el principal motivo de las giras y grabaciones de The Who entre la muerte del batería Keith Moon en 1978 y la de Entwistle en 2002, era la necesidad de Entwistle de reunir dinero para poder pagar sus deudas. Hasta el último día, sus excesivos gastos (ropa, restaurantes, automóviles, mujeres, drogas, proyectos musicales solistas...) fueron causa de su ruina, y tras fallecer, su familia hubo de subastar varias propiedades y recuerdos de su carrera musical (poseía una gran colección de bajos) para poder liquidar estas deudas.

## Muerte
Entwistle falleció en la habitación 658 del Hard Rock Hotel & Casino en Las Vegas el 27 de junio de 2002, un día antes del primer concierto de la gira de The Who por los Estados Unidos. Había ido a su habitación con Alycen Rowse, una estríper, que se levantó a las 10:05 p. m. y encontró al músico muerto. El forense de Clark County determinó que la muerte se debió a un ataque al corazón inducido por el consumo de cocaína. Su funeral fue organizado en St. Edward's Church en Stow-on-the-Wold, Gloucestershire, Inglaterra, el 10 de julio, fue incinerado y sus cenizas fueron enterradas en una ceremonia privada. Un servicio conmemorativo se celebró el 24 de octubre en St Martin-in-the-Fields, en Trafalgar Square. La colección de guitarras y bajos de Entwistle fue subastada en Sotheby's por su hijo, Christopher, para satisfacer el pago de aranceles previstos en la herencia de su padre.
En la página web de The Who, Pete Townshend y Roger Daltrey publicaron un homenaje a su compañero que decía: «The Ox ha dejado el edificio... Hemos perdido otro gran amigo. Gracias por tu apoyo y amor. Pete y Roger». La mansión de Entwistle en Stow-on-the-Wold y varios efectos personales fueron más tarde vendidos para satisfacer las demandas de Inland Revenue. Otro aspecto de la vida privada de Entwistle surgió después de su muerte como una sorpresa incluso para su círculo más cercano, incluyendo los miembros de The Who. Según Townshend: «No fue sino hasta el día de su funeral, que descubrí que había pasado la mayor parte de su vida como masón».
Pino Palladino, que había trabajado anteriormente en varios discos en solitario de Townshend, sustituyó a Entwistle como bajista cuando el grupo retomó la gira por los Estados Unidos, pospuesta hasta julio de 2002.

## Discografía
- Smash Your Head Against the Wall (1971)
- Whistle Rymes (1972)
- Rigor Mortis Sets In (1973)
- Mad Dog (1975)
- Too Late the Hero (1981)
- The Rock (1996)
- Thunderfingers: The Best of John Entwistle (1996)
- King Biscuit Flower Hour Presents in Concert (1996)
- Left for Live (1999)
- So Who's The Bass Player? The Ox Anthology (2005)